# Looe
Looe (korn. Logh) – miasto w Wielkiej Brytanii (Anglia) na Półwyspie Kornwalijskim. Malowniczo położone w dolinie rzeki Looe przy jej ujściu do kanału La Manche. Miasto składa się z dwóch części – zachodniej i wschodniej, położonych na sąsiadujących wzgórzach. Popularny ośrodek wypoczynku letniego.
W mieście znajduje się stacja kolejowa Looe.